# East Hampshire
L'East Hampshire è un distretto dell'Hampshire, Inghilterra, Regno Unito, con sede a Petersfield.

## Parrocchie civili
- Alton
- Beech
- Bentley
- Bentworth
- Binsted
- Bramshott and Liphook
- Buriton
- Chawton
- Clanfield
- Colemore and Priors Dean
- East Meon
- East Tisted
- Farringdon
- Four Marks
- Froxfield
- Froyle
- Grayshott
- Greatham
- Hawkley
- Headley
- Horndean
- Kingsley
- Langrish
- Lasham
- Lindford
- Liss
- Medstead
- Newton Valence
- Petersfield
- Ropley
- Rowlands Castle
- Selborne
- Shalden
- Steep
- Stroud
- West Tisted
- Whitehill
- Wield
- Worldham